# Clã Lo Russo
O Clã Lo Russo foi um clã napolitano da Camorra, operantes na cidade de Nápoles, concentrados especificamente na área de Miano.

## História
O clã Lo Russo foi formada no final dos anos setenta pelos irmãos Lo Russo, Salvatore, Carlo, Mario e Giuseppe, conhecidos como "i Capitoni" (Os Capitães)..
Após a sua formação, ele foi imediatamente integrado a Nuova Famiglia (NF), uma federação de clãs Anti-Cutolo Camorra constituídos por Michele Zaza (um chefe da Camorra com fortes laços com a Cosa Nostra), o Clã Gionta de Torre Annunziata, o Clã Nuvoletta de Marano, Antonio Bardellino de San Cipriano d'Aversa e Casal di Principe, o Clã Alfieri liderado por Carmine Alfieri, Clã Galasso de Poggiomarino liderada por Pasquale Galasso, o Clã Giuliano do bairro de Nápoles, Forcella liderado por Luigi Giuliano e o Clã Vollaro de Portici liderada por Luigi Vollaro. Foi formado para contrastar o poder crescente da Nuova Camorra Organizzata de Raffaele Cutolo (NCO).
A guerra contra o NCO resultou na vitória dos clãs de Lo Russo e de outros clãs da NF. No entanto, esta a aliança logo se desintegrou, transformando antigos clãs aliados em clãs rivais, com uma guerra irrompendo entre os Casalesi e os Nuvoletta (final de 1983).
Após o fim da aliança NF, o Clã Lo Russo juntou-se a recém criada Aliança Secondigliano, formando uma coalizão de poderosos clãs da Camorra, os quais controlam o tráfico de drogas e as extorsões em muitos dos subúrbios de Nápoles.
Durante a disputa de Scampia, o Clã Lo Russo teve um importante papel como intermediário entre o clã Di Lauro e os chamados "Secessionistas" ("scissionisti" – em italiano), uma fração separada do Clã Di Lauro nos subúrbios do norte de Nápoles que tentou firmar seu controle sobre drogas e pontos de prostituição na área. O Clã Lo Russo, devido a sua boa organização, também teve um papel de liderança em um conflito com o ,Stabile ambos no bairro de Sanita, onde Salvatore Torino criou uma divisão dentro do Clã Misso.
Em agosto de 2007, o chefe Salvatore Lo Russo foi preso por um carabineiro (carabinieri – em italiano) em sua casa em Capodimonte, juntamente com seu protegido Rafaelle Perfetto. O carabinieri estava executando uma ordem de custódia emitida pela Direcção  Anti-Mafia do Distrito de Partenopee, devido a crimes como conspiração e assassinato, além de outros crimes cometidos para a Camorra.
Em 15 de abril de 2014, o novo chefe, Antonio Lo Russo e seu primo Carlo Lo Russo foram presos por agentes da Secção Francesa de Pesquisas (Gendarmerie nationale) e por Carabinieri quando estavam silenciosamente em um bar em Nice (França).